# Susan Gerbic
Susan Gerbic (sinh năm 1962) là một nhiếp ảnh gia studio người Mỹ, nổi tiếng với tư cách là nhà hoạt động xã hội theo chủ nghĩa hoài nghi khoa học, chủ yếu là để vạch trần những người tự xưng là đồng cốt. Gerbic còn là cây bút phụ trách chuyên mục cho tạp chí Skeptical Inquirer, và đồng sáng lập nhóm hoài nghi Monterey County Skeptics và là thành viên của Ủy ban Điều tra Hoài nghi.

## Thân thế và học vấn
Là con út trong gia đình có ba người con, Gerbic được nuôi dạy theo đức tin Báp-tít miền Nam tại Salinas, California. Cha bà sinh năm 1918 tại Euclid, Ohio, có thân quyến quê ở Slovenia; ông nhập ngũ trong Thế chiến II và sau chiến tranh chuyển đến sống tại Salinas. Gerbic theo học tại trường Tiểu học Freemont, Trung học Cơ sở El Sausal, và Trung học Phổ thông Alisal ở Salinas, tốt nghiệp năm 1980. Bà trở thành một người vô thần vào năm cuối cấp trung học. Sau khi tốt nghiệp trung học, bà nhập học trường Hartnell College, cũng ở Salinas, thi đậu bằng Cao đẳng liên kết nghệ thuật chuyên ngành nghiên cứu tổng quát năm 1993 và lịch sử năm 1998, trong khi làm việc và nuôi dạy hai cậu con trai. Năm 2002, Gerbic được trao bằng Cử nhân về Nghiên cứu Xã hội & Hành vi của Đại học Bang California, Vịnh Monterey.

## Sự nghiệp

### Nhiếp ảnh
Gerbic từng có thời gian làm việc tại Lifetouch, một studio chụp ảnh chân dung ở JC Penney in nằm trong khu Northridge Mall tại Salinas, kể từ năm 1982 trong suốt 34 năm liền, kể cả với tư cách là nhà quản lý. Tháng 5 năm 2015, bà cho biết mình đã chụp khoảng 70.000 bức ảnh chuyên nghiệp về mọi người, chủ yếu là trẻ em, mỗi năm và khoảng 5.000 bức ảnh khác bằng máy ảnh của riêng mình. Gerbic về hưu năm 2016 khi studio này đóng cửa.

### Guerrilla Skeptics

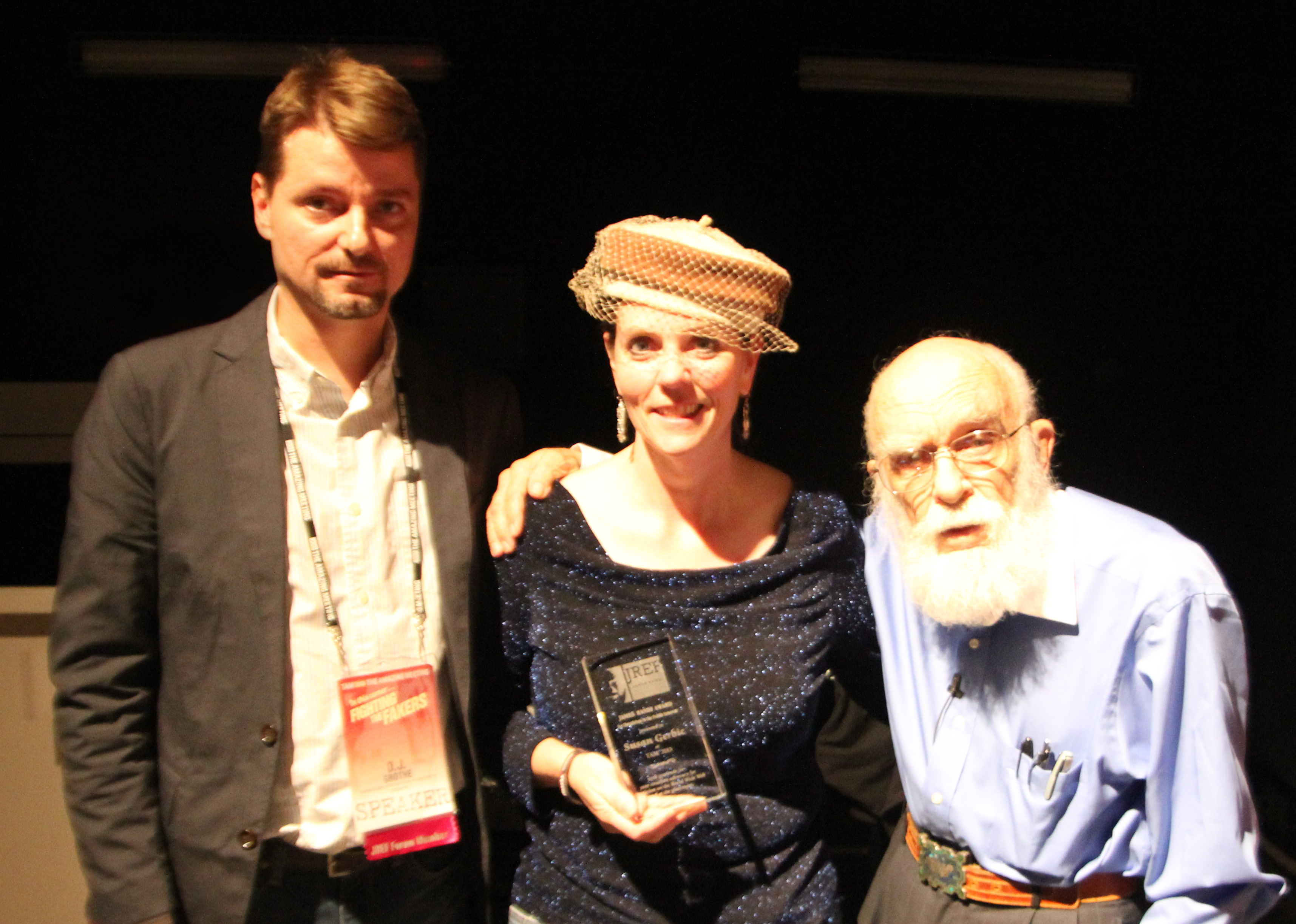
Gerbic, cùng với D. J. Grothe (trái) và James Randi (phải), nhận giải thưởng James Randi Award for Skepticism in the Public Interest tại The Amazing Meeting, tháng 7 năm 2013.

Gerbic đọc tờ Skeptical Inquirer lần đầu tiên khi bà mới 33 tuổi, và vào năm 2000, bà có tham dự hội thảo Skeptic's Toolbox tại Eugene, Oregon. Năm 2009, bà đặt chân đến Mexico trong chuyến du ngoạn "Amazing Adventure" do nhà ảo thuật sân khấu người Canada kiêm người theo thuyết hoài nghi James Randi tổ chức; theo tờ New York Times, Randi đã sử dụng khoản trợ cấp MacArthur để tài trợ cho "các chuyến du ngoạn trên tàu hàng năm chứa đầy những người hoài nghi".
Phần lớn hoạt động xã hội của Gerbic bao gồm tổ chức các vụ giăng bẫy vạch mặt những kẻ tự xưng là đồng cốt. Bà và một nhóm tình nguyện viên tự gọi mình là "Guerrilla Skeptics" tạo dựng hồ sơ Facebook giả, sau đó tiếp cận những ông đồng bà cốt tự xưng là nhận được thông điệp từ các đối tượng của hồ sơ. Nhóm của Gerbic sẽ ghi âm và quay phim lại buổi thông linh này và đăng bằng chứng trực tuyến.
Năm 2010, Gerbic đứng ra thành lập "Guerrilla Skepticism on Wikipedia" (GSoW), một nhóm biên tập viên tạo và cải tiến các bài viết trên Wikipedia phản ánh chủ nghĩa hoài nghi khoa học. The New York Times Magazine đăng tin vào tháng 2 năm 2019, trong một cuộc phỏng vấn với Gerbic, rằng GSoW có 144 biên tập viên hoạt động miệt mài trên gần 900 trang Wikipedia. Công việc của Gerbic với GSoW khiến bà trở thành cố vấn cho Ủy ban Điều tra Hoài nghi (CSI), và vào tháng 2 năm 2018, họ đã đồng ý chỉ định bà làm hội viên.

### Hội nghị và hội thảo
Tháng 10 năm 2015, Gerbic đã tiến hành hàng loạt hội thảo tại Úc và phát biểu tại Hội nghị Hoài nghi Úc (Australian Skeptics' Convention).
 Nhằm quảng bá CSICon, bà bàn tiến hành phỏng vấn các diễn giả được lên lịch theo như kế hoạch vào năm 2016 và 2017 trước hội nghị, bao gồm James Alcock, Taner Edis, Kevin Folta, Craig Foster, Harriet Hall, Britt Hermes, George Hrab, Maria Konnikova và Richard Saunders. Vào tháng 9 và tháng 10 năm 2017, bà đã tới một số nước châu Âu diễn thuyết trong chương trình của mình mang tên "About Time Tour"; vào tháng 10, bà là khách mời trên đài Bloomberg TV Bulgaria. Gerbic có nói về GSoW tại CSICon ở Las Vegas trong năm đó. Trong Hội nghị Hoài nghi Úc vào tháng 12 năm 2019, bà từng nói về những lần tương tác của mình với đám đồng cốt, bao gồm cả Thomas John.

### Giải thưởng và danh hiệu
- Giải thưởng "In the Trenches" tại hội thảo Skeptic's Toolbox năm 2012 của Ủy ban Điều tra Hoài nghi[20]
- Giải thưởng "James Randi Award for Skepticism in the Public Interest" tại buổi họp mặt The Amaz!ng Meeting năm 2013[20]
- Giải thưởng năm 2017 từ James Randi Educational Foundation (được chia sẻ với "nhóm 'guerrilla skeptics của Gerbic'")[21]
- Hội viên được chọn của Ủy ban Điều tra Hoài nghi, Tháng 2 năm 2018[6]

## Đời tư
Gerbic kết hôn với Robert Forsyth vào năm 1983. Cả hai có với nhau hai cậu con trai và cuộc hôn nhân kết thúc vào năm 2002. Tính đến tháng 8 năm 2018, Gerbic đang có mối quan hệ với nhà tâm thần luận Mark Edward. Họ gặp nhau vào năm 2009 trong một chuyến du lịch của James Randi đến Mexico; Edward đang phục vụ buổi tiệc chiêu đãi trên tàu.
Năm 2013, Gerbic phát hiện mình bị ung thư vú sau khi bà và một đồng nghiệp tại studio Lifetouch lên lịch chụp nhũ ảnh để phản hồi lại việc Angelina Jolie trải qua một cuộc phẫu thuật cắt bỏ tuyến vú dự phòng. Vào tháng 12 năm đó, Gerbic đã hoàn thành 20 tuần hóa trị cho bệnh ung thư giai đoạn II và đến tháng 3 năm 2014, 33 lần xạ trị. Đội một loạt những chiếc mũ ngộ nghĩnh để che đi tình trạng rụng tóc, Gerbic vẫn tiếp tục làm việc trong suốt quá trình điều trị, và quá trình chụp nhũ ảnh tuần tự của bà rất rõ ràng. Gerbic cho biết trải nghiệm này đã khiến bà trở nên mạnh mẽ hơn.